# 斗滿屠殺事件
斗滿屠殺事件是一宗发生在1950年7月16日朝鲜战争大田战役期间朝鲜人民军针对美军俘虏的屠杀事件。屠杀事件发生在斗滿村（今世宗特别自治市錦南面斗滿里）中，除了照顾伤兵的医疗兵逃走以外，共有30名解除武装的美军受伤战俘和一名罗马天主教随军牧师被杀。